# Epidendrum serpens
Epidendrum serpens är en orkidéart som beskrevs av John Lindley. Epidendrum serpens ingår i släktet Epidendrum och familjen orkidéer. Inga underarter finns listade i Catalogue of Life.